# Jean Vaulet-Dunoyer
Pour les articles homonymes, voir Dunoyer.
Jean Vaulet-Dunoyer est un maître maçon de la fin du XVe siècle, actif surtout dans le pays de Vaud, alors territoire bernois en Suisse, et dans le Vieux-Chablais (l'actuel Bas-Valais, aujourd'hui également en Suisse).